# Слоник листовой продолговатый
Сло́ник листово́й продолгова́тый (лат. Phyllobius oblongus) — вид жуков-долгоносиков из подсемейства Entiminae.

## Экология
Жук длиной 3,5—6 мм. Тело чёрного цвета, блестящее, надкрылья часто бурые или жёлто-бурые, усики и ноги всегда жёлтые.
Обитает этот вид в лесах, где живут на лиственных деревьях. Является вредителем плодовых деревьев.